# 라이어 × 라이어
라이어 × 라이어(일본어: ライアー×ライアー, Liar × Liar)는 킨다이치 렌주로가 쓰고 그린 일본의 일상물 단편 코미디 만화 시리즈이다. 고단샤에서 발행되며 디저트 매거진에 연재되고 있다.

## 구성
대학생 미나토 타카츠키는 남동생 토오루와 긴장된 관계를 맺고 있다. 어느 날, 친구의 교복을 입고 있던 그녀는 그와 마주친다. 투루는 그녀를 알아보지 못하는 것 같았을 뿐 아니라, 곧바로 그녀에게 고백한다. 미나토는 처음에는 그것이 농담이라고 믿었지만 나중에 투루가 자신의 감정에 진심이라는 것을 알게 된다. 미나토가 그와 거리를 두기 위해 변명을 할 때마다, 자신의 분신에 대한 투루의 감정의 깊이 때문에 그녀는 진실을 밝히지 못하게 된다. 게다가 미나토는 사생활에서도 소꿉친구 신지와 인연을 시작한다. 미나토는 그들과의 관계를 조정하면서 서로 다른 두 가지 삶을 살아야 한다.

## 같이 보기
- 정글은 언제나 맑은 뒤 흐림